# Индо-Тихоокеанская область

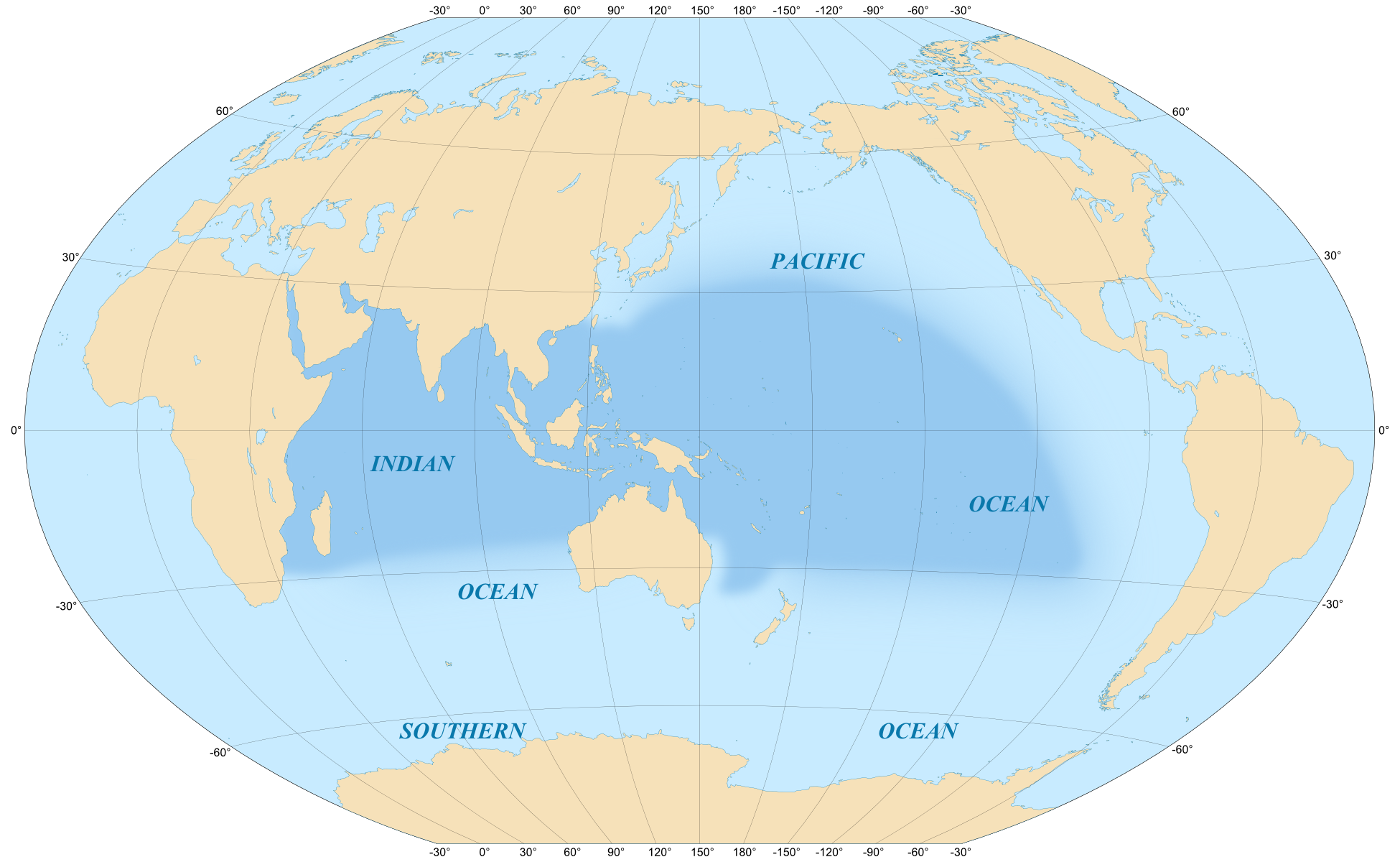
Карта Индо-Тихоокеанской области

И́ндо-Тихоокеа́нская о́бласть (также И́ндо-Вестпацифи́ческая о́бласть, или И́ндо-За́падно-Тихоокеа́нская о́бласть) — самая обширная зоогеографическая область Мирового океана, охватывающая донную фауну материковой отмели и побережья островов тропической зоны Индийского океана и западной части Тихого океана.

## География
Расположена в тропическом регионе. Занимает область от восточного берега Африки и Красного моря до Микронезии, Меланезии, Полинезии и Индонезии, на севере — до берегов Кореи, Японии и Гавайских островов, а на юге до южной оконечности Африки и западного побережья Австралии (до Сиднея на её восточном берегу).
Характерна сильно изрезанная береговая линия — присутствует множество заливов, бухт, проливов, островов и архипелагов.
Включает в себя акватории Индийского и Тихого океанов между 40° с. ш. и 40° ю. ш., у западного побережья Южной Америки её граница резко сдвинута к северу под влиянием холодного Перуанского течения. Термин применяется в биогеографии, биологии океана и ихтиологии, так как моря этой области, от Мадагаскара до Японии, являются ареалом многих видов животных.

## Климатические условия
Температура воды — 27-28 °C, на севере не ниже 24 °C, достигает постоянных значений в течение всего года. Характерен 12-часовой ритм смены дня и ночи. В году имеется только два сезона — зимний сухой и летний дождливый, связанные с переменой направления муссонов.

## Фауна

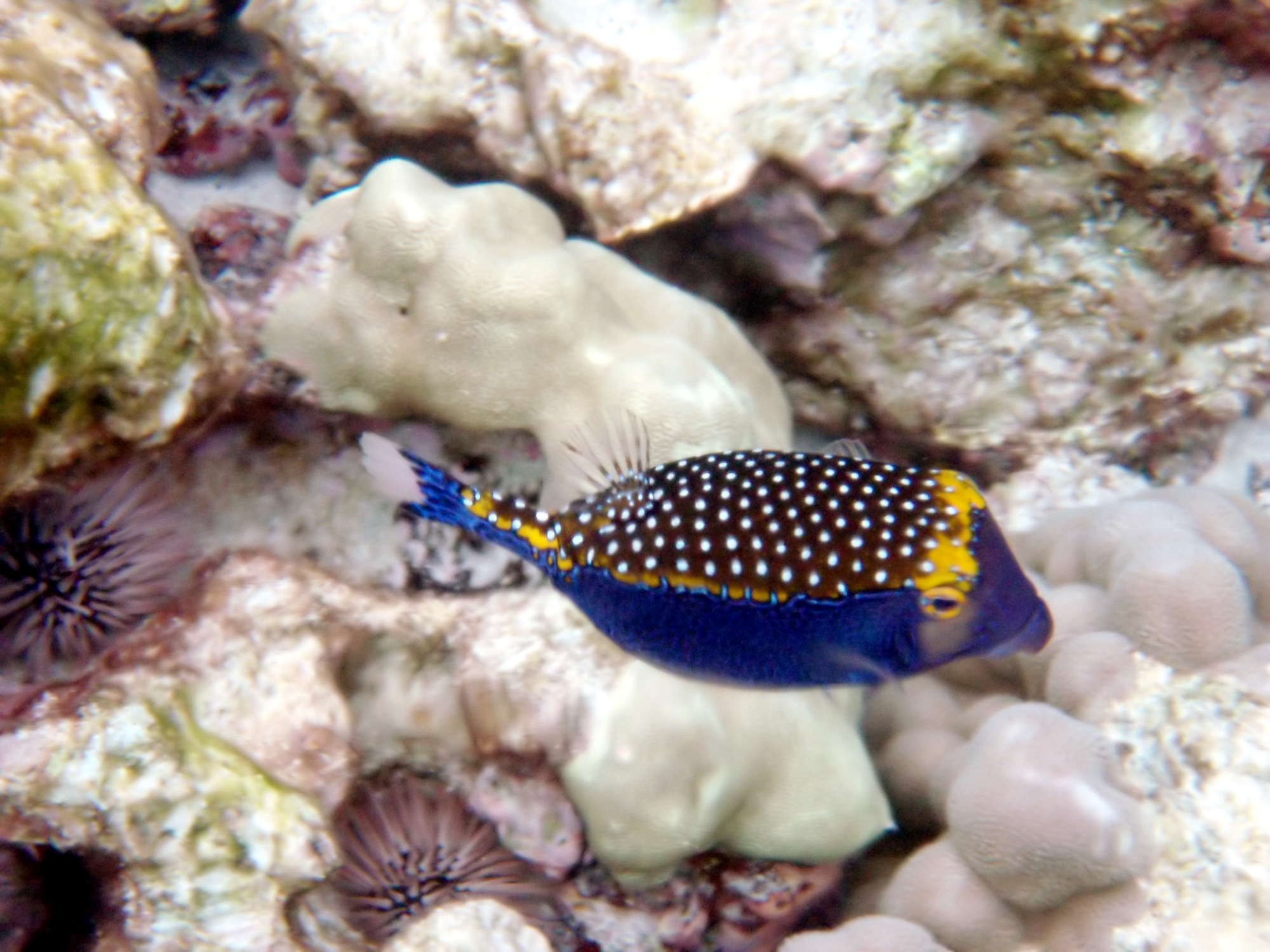
Ostracion meleagris

Благоприятные температурные условия, обусловленные большой площадью мелководий, и стабильность среды на протяжении многих геологических периодов привели к развитию здесь исключительно богатой фауны. Характеризуется богатой и разнообразной фауной, с которой по богатству видов и наличию эндемичных представителей не могут сравниться другие области Мирового океана. Некоторые представители фауны:
- Млекопитающие — дюгонь;
- Морские птицы — странствующий альбатрос;
- Фауна рыб представлена многочисленными и разнообразными семействами и родами, например семейством изовые, щетинозубые, лактаровые (Lactariidae), анчоусовые (в том числе ликотрисса Lycothrissa crocodilus), кузовковые (Ostraciontidae). Присутствуют живые ископаемые — латимерия. Рыбы — парусник, меч-рыба, кузовковые, рыбы-попугаи, хирурговые.
- Главную массу видов рифообразующих кораллов Индо-Тихоокеанской области составляют представители рода Acropora, их здесь около 50 видов.
- Беспозвоночные представлены множеством разнообразных кораллов, которые образующие коралловые рифы. Широко распространены губки, различные черви (полихеты, сипункулиды), усоногие ракообразные, крабы (в том числе Pachygrapsus, плоские крабы из рода Percnon), мечехвосты и др. Среди ракообразных японский краб-паук (Macrocheira kaempferi), найденный в Тихом океане, замечателен тем, что он при размахе конечностей до трёх метров является наиболее крупным из известных ракообразных и вообще членистоногих.
- Широко представлена фауна различных моллюсков — двустворчатые, многочисленные брюхоногие (ципреи, митры, конусы, лямбисы, оливы, харпы), головоногие

Местные отличия фауны Индо-Пацифической области позволили выделить в ней Индийско-Западнопацифическую, Восточнопацифическую, Западноатлантическую и Восточноатлантическую подобласти.

## Геополитика
Индо-Тихоокеанский регион стал геополитическим термином, особенно тем, который Соединенные Штаты используют для создания коалиции с Индией, Японией и другими союзниками для сдерживания Китая. Принято считать, что этот термин популяризировал премьер-министр Японии Синдзо Абэ. Однако Хансун Ли, китайский историк и политолог из Гарвардского университета, первым указал, что «Индо-Тихоокеанский регион» возник из немецкой геополитической мысли в Веймарской республике. Идея была использована для переосмысления мирового океанического пространства, чтобы Германия могла создать союз по всей Азии, чтобы противостоять господству Великобритании, Соединенных Штатов и Западной Европы.